# Кубера
Кубе́ра (санскр. कुबेर — возможно, «имеющий необычное тело») - один из  Локапа́л  — «охранитель мира») — Божество - Властитель и Охранитель Севера (в индуизме и тантрическом буддизме). (ср. Кубера-Сибирь-Север), или иначе Витте-Швара, — одноглазый Податель Благ и светлокожий Великий Владыка (Махараджа) Севера.           Повелитель якшей, киннаров, гухьяков, дхармапалов и ракшасов.

## Биджа Мантра
Om Shreem Om Hreem Shreem Hreem Kleem Shreem Kleem Vitteswaraaya Namah.

## Имена
Различные имена Куберы: в Тибете — Дзамбала (Намсарай), в джайнизме — Саркванубхути, в буддизме — Вайшравана, в Монголии и Бурятии — Намсрэ, в Японии — Бисямонтэн.

## Происхождение
Творец этой вселенной Брахма породил Праджапати Пуластью.                                Праджапати Пуластья  в союзе с  Хавирбху* (её второе имя — Манини), - дочерью мудреца Кардамы муни, породил Махариши Вишраваса.                                                                                                 Махариши Вишраваса в союзе с Илавидой, дочерью прославленного Бхарадваджы,   породил Кубера ( Вайшравану).                                                                                                     
Его младший сводный брат, (от второй жены Вишраваса -  Кайкеси) - Ра́вана  — повелитель ракшасов, впоследствии свергнет своего старшего брата Куберу с поста первоначального правителя Ланки и узурпирует его трон.
Первоначально Кубера был хтоническим божеством и ассоциировался с землёй и горами. Со временем у него появился и внешний облик, напоминающий облик бога плодородия.

## Легенды
В течение многих лет Кубера предавался суровой аскезе, и в награду за это Брахма даровал ему бессмертие и сделал его богом богатства, хранителем скрытых в земле сокровищ. Кроме того, Брахма передал Кубере остров Ланка (Цейлон) под резиденцию, а также подарил летающую колесницу Виману. Впоследствии, когда Равана захватил Ланку и изгнал оттуда Куберу, тот перенёс свою резиденцию в Алакапури, близ горы Кайлас.

## Иконография
Куберу изображают восседающим на белоснежном льве, с большим округлым телом жёлто-золотого цвета и с гневным выражением лица. На голове его диадема с драгоценными камнями красного, синего и зелёного цвета, в ушах — серьги. Вокруг головы — зелёный нимб с красным периметром. В своей правой руке он держит знамя победы (зонтообразный стяг — санскp. dhvaja), а в левой — мангуста, животное, связанное с благосостоянием и богатством, которое отрыгивает драгоценные камни. Также Вайшравана изображается с золотыми рыбами, раковинами, драгоценными вазами, цветками лотоса и колесом.